# Grüftebuch

Das „Grüftebuch“ im Südraum des Osireions

Grüftebuch (auch Spruch von den 12 Grüften) ist die Bezeichnung des altägyptischen Totenbuchspruches 168 (Inventarnummer des British Museum in London: BM 10010). Es teilt die Duat in zwölf Grüfte und weist enge Verbindungen zu den Königsgräbern auf. Die zugehörige Vignette zeigt die bereits in den Pyramidentexten belegten drei Phasen des Sonnengottes Re. Der Spruch von den 12 Grüften ist vom Textcharakter als eigenständiges Jenseitsbuch anzusehen.
Alexandra von Lieven geht ebenfalls davon aus, dass der Totenbuchspruch auf Vorlagen des Alten Reichs beruht, da die ersten „7 Grüfte“ durchgängig fehlen. Bereits in der ältesten Bezeugung aus der Regierungszeit des Amenophis II. sind die „7 Grüfte“ als Text nicht vorhanden. Der entdeckte Papyrus des Totenbuchspruches 168 befand sich in einer hölzernen Königsfigur, die in einer der vier Seitenkammern als Grabbeigabe diente. Einzig im Osireion wurde der Versuch unternommen, die Grüfte schematisch zu rekonstruieren. 
Die Jenseitsgöttin Ammit ist im Grüftebuch ikonografisch als stehende Göttin unter einem Baldachin zu sehen. Sie hält dabei eine Schlange als Zepter, das gleichzeitig als Vorderstange des Baldachins fungiert.